# エステグラルFC
エステグラル・テヘラン・フットボール・クラブ（ペルシア語: باشگاه فرهنگی ورزشی استقلال تهران、英語: Esteghlal Tehran Football Club）は、イランの首都テヘランをホームタウンとする、イランプロサッカーリーグ（ペルシアン・ガルフ・プロリーグ）に加盟するプロサッカークラブ。イランのIRIBは、エステグラールと表記している。

## 概要
1945年に創立。現在のホームスタジアムはテヘランのアザディ・スタジアム（収容人員は95,225人）。現在はペルシアン・ガルフ・プロリーグに所属し、同リーグにおいて8回の優勝記録を持つクラブである。イランを代表するクラブの一つ、クラブカラーは青と白。軍によって創設され、富裕層や旧王族派を中心に2000万人以上のファンを持つ。1970年と1991年に2回のアジアクラブ選手権（現在のAFCチャンピオンズリーグ）を制している。エンブレムの上にある2つの星マークはアジアチャンピオンの"しるし”である。
また同じ街を本拠地とする最大のライバル、ペルセポリスFCとの一戦はテヘランダービーと呼ばれている。　

## 歴史
- 1945年：ドチャルヘ・サヴァーラーン（دوچرخه سواران、Docharkhe Savaran, ペルシア語で「サイクリスト」を意味するドチャルヘ・サヴァールの複数形）として創設。当初の主な活動は自転車だった。サッカークラブの創設は1年後。
- 1949年：クラブ名をタージ（Taj, ペルシア語で「王冠」[5]）に改名。
- 1970年：国内リーグ初優勝。アジアクラブ選手権優勝。
- 1979年：イラン・イスラーム革命。クラブ名をエステグラル（エステグラール、Esteghlal, ペルシア語で「独立」）に改名。
- 1991年：アジアクラブ選手権優勝。

## タイトル

### 国内タイトル

#### リーグ
- イランサッカーリーグ (2001年からイランプロリーグ):
  - 優勝 (8): 1970-71, 1974-75, 1989-90, 1997-98, 2000-01, 2005-06, 2008-09, 2012-13
  - 準優勝 (8): 1973-74, 1991-92, 1994-95, 1998-99, 1999-2000, 2001-02, 2003-04, 2010-11

#### カップ
- ハズフィ・カップ (最多記録):

 優勝 (7): 1977-78, 1995-96, 1999-2000, 2001-02, 2007-08, 2011-12, 2017-18
 準優勝 (7): 1989-90, 1998-99, 2003-04, 2015-16, 2019-20, 2020-21, 2022-23

#### 地方
- テヘランサッカーリーグ (最多記録):
  - 優勝 (13): 1949-50, 1951-52, 1957-58, 1959-60, 1960-61, 1961-62, 1963-64, 1970-71, 1971-72, 1972-73, 1983-84, 1985-86, 1991-92
  - 準優勝 (6): 1946-47, 1958-59, 1969-70, 1982-83, 1989-90, 1990-91
- テヘラン・ハズフィ・カップ (最多記録):
  - 優勝 (4): 1947, 1951, 1958, 1959

### 国際タイトル
- アジアクラブ選手権 (イランのクラブでは最多記録):
  - 優勝 (2): 1969-70, 1990-91
  - 準優勝 (2): 1991-92, 1998-99

### 非公式タイトル
- カスピアンカップ:
  - 優勝 (1): 1996
- キッシュ・カルテット・コンペティションカップ:
  - 優勝 (1): 1996
- エティハドカップ:
  - 優勝 (1): 1973
- トルクメニスタン・プレジデンツカップ:
  - 優勝 (1): 1998
- ボルドロイ・トロフィー:
  - 優勝 (1): 1989
- ミルズカップ:
  - 優勝 (4): 1969, 1970, 1971, 1989
  - 準優勝 (1): 1972
- カタール・インディペンデンスカップ:
  - 優勝 (1): 1991
- エミレーツ・カルテット・コンペティションカップ:
  - 準優勝 (1): 1996
- ショハダカップ:
  - 準優勝 (1): 2014

## 現所属メンバー
2022年8月22日時点
注：選手の国籍表記はFIFAの定めた代表資格ルールに基づく。
| No. | Pos. |          | 選手名                           |
| --- | ---- | -------- | -------------------------------- |
| 1   | GK   | イラン   | ホセイン・ホセイニ               |
| 2   | DF   | イラン   | サレー・ハルダニ                 |
| 3   | DF   | イラン   | モハマド・ホセイン・モラドマンド |
| 4   | MF   | イラン   | ルーズベ・チェシュミー           |
| 5   | DF   | イラン   | アレフ・ゴラミ                   |
| 8   | MF   | イラン   | サイード・メリ                   |
| 9   | MF   | イラン   | メフディ・メフディプール         |
| 10  | FW   | イラン   | サッジャード・シャハバーズザーデ |
| 11  | FW   | フランス | アーサー・ヤンガ                 |
| 14  | MF   | イラン   | ズバイル・ニクナフス             |
| 17  | DF   | イラン   | ジャファー・サルマニ             |
| 18  | FW   | イラン   | ペイマン・ババイ                 |
| 19  | MF   | イラン   | レザ・ミルザイ                   |
| 20  | FW   | イラン   | メフディー・ガーイェディー       |

| No. | Pos. |                | 選手名                     |
| --- | ---- | -------------- | -------------------------- |
| 23  | FW   | イラン         | アルマン・ラメザニ         |
| 26  | MF   | イラン         | オミド・ハメディファー     |
| 30  | MF   | ウズベキスタン | アジズベク・アモノフ       |
| 33  | DF   | イラン         | アボルファズル・ジャラリ   |
| 55  | DF   | ブラジル       | ラファエル・シルヴァ       |
| 58  | DF   | イラン         | シアバシュ・ヤズダニ       |
| 72  | FW   | イラン         | アルサラーン・モタハリー   |
| 77  | FW   | イラン         | モハマド・モヘビ           |
| 79  | MF   | イラン         | ソバン・ハガニ             |
| 80  | MF   | イラン         | モハマド・ホセイン・ザバリ |
| 88  | MF   | イラン         | アラシュ・レザバンド       |
| 90  | GK   | イラン         | Sina Saeidifar             |
| 98  | GK   | イラン         | アリレザ・レザエイ         |
| 99  | MF   | イラン         | アミルアリ・サデギ         |

### ローン移籍選手
in
注：選手の国籍表記はFIFAの定めた代表資格ルールに基づく。
| No. | Pos. |        | 選手名                                       |
| --- | ---- | ------ | -------------------------------------------- |
| 20  | FW   | イラン | メフディー・ガーイェディー (アル・アハリDFC) |

| No. | Pos. |        | 選手名                              |
| --- | ---- | ------ | ----------------------------------- |
| 77  | FW   | イラン | モハマド・モヘビ (CDサンタ・クララ) |

## 歴代所属選手
- アンドラニク・エスカンダリアン 1970-1972
- シャフルーズ・ナラーギー
- ラフマン・レザイー 2000-2001
- ファルハード・マジーディー 2007-2013
- アラシュ・ボルハニ 2007-2016
- リナルド・クルサード 2009-2010
- ハワル・ムラ・モハメド 2011
- フェリードゥーン・ザンディー 2011-2012
- アンドラニク・テイムリアン 2011-2012, 2013-2014
- ジェイロイド・サミュエル 2011-2014
- ジャバド・ネクナム 2012-2014